# Valderrábano (Palencia)
Valderrábano is een gemeente in de Spaanse provincie Palencia in de regio Castilië en León met een oppervlakte van 28,81 km². Valderrábano telt 55 inwoners (1 januari 2016).

## Demografische ontwikkeling
Bron: INE, 1857-2011: volkstellingen
Opm.: In 1857 werden de gemeenten Valles de Valdavia en Mazuelas aangehecht